# Станіслав Потоцький (полковник)
Станіслав Потоцький (пол. Stanisław Potocki; 1607 — перед 20 березня 1647) — полковник коронних військ, комісар в справах козаків.

## Життєпис
Син брацлавського воєводи Якуба та його другої дружини Ядвіґи з Тарновських. Королівський привілей 1639 року вказує, що мав досвід служби 20 років, брав участь в різних «експедиціях», що можна піддати сумніву. Весною 1637 року разом з Адамом Кисілем був комісаром в справах козаків. На чолі свого полку (6 коругв кавалерії, ескадрон драгунів) в грудні 1637 брав участь у придушенні повстання Павлюка. 9 грудня в Рокитному разом з іншими старшинами пробував відмовити кварцяне військо від участі в конфедерації. Не брав участі в битві під Кумейками.
Невідомо, чи то він 20 грудня 1637 разом з Адамом Киселем брав участь у перемовинах з козаками. Напевне, вони двоє 24 грудня призначили нову старшину для козаків, склали присягу. Того ж дня був висланий проти Кизима під Іркліїв, перед 8 січня 1638 придушив повстання Кизименка у Лубнах.
На початку квітня 1638 року придушував повстання у Ніжині. Брав участь в придушенні повстань Якова Острянина, Дмитра Гуні, Карпа Скидана. Миколай Потоцький-«ведмежа лаба» передав йому командування реєстровими козаками.
Король 30 червня 1639 року нагородив його маєтками Максимівка, Городище (Лівобережжя, поблизу Кременчука), Бужин та Воронівка (Правобережжя) «ленним правом». Ці маєтки він потім видержавив київському підкоморію Юрію Немиричу. В 1646 році між ними дійшло до суперечки, С. Потоцький відібрав маєтки «наїздом» десь на межі 1646-47 років. Мав претензії до Переволочної та інших маєтків над Дністром, права на які викупив 28 листопада 1638 року від Омеляна Івановича та Радка Василевича (Васильовича); однак тодішній посідач маєтків Станіслав Ґурський продав їх у 1643 році Ю. Немиричу.
20 березня 1647 в Кам'янці-Подільському відбувалися приготування до його поховання. Одруженим не був.